# Angelika Noack
Angelika Noack  (Angermünde, 20 oktober 1952) is een Duits roeister.
Noack werd in haar carrière driemaal wereldkampioen in de vier-met-stuurvrouw en tweemaal in de twee-zonder-stuurvrouw.
Tijdens Noacks eerste olympische optreden in Montreal in 1976 moest zij genoegen nemen met de zilveren medaille achter de Bulgaren.
Vier jaar later won Noack in Moskou olympisch goud in de vier-met-stuurvrouw.

## Resultaten

### Olympische Zomerspelen
| Jaar | Plaats   | Resultaten                   |
| ---- | -------- | ---------------------------- |
| 1976 | Montreal | in de twee-zonder-stuurvrouw |
| 1980 | Moskou   | in de vier-met-stuurvrouw    |

### Wereldkampioenschappen roeien
| Jaar | Plaats     | Resultaten                   |
| ---- | ---------- | ---------------------------- |
| 1974 | Luzern     | in de vier-met-stuurvrouw    |
| 1975 | Nottingham | in de twee-zonder-stuurvrouw |
| 1977 | Amsterdam  | in de twee-zonder-stuurvrouw |
| 1978 | Hamilton   | in de vier-met-stuurvrouw    |
| 1979 | Bled       | in de vier-met-stuurvrouw    |

1976: Karin Metze & Bianka Schwede & Gabriele Lohs & Andrea Kurth & Sabine Heß ·
1980: Ramona Kapheim & Silvia Fröhlich & Angelika Noack & Romy Saalfeld & Kirsten Wenzel·
1984: Florica Lavric & Maria Fricioiu & Chira Apostol & Olga Bularda & Viorica Ioja·
1988: Martina Walther & Gerlinde Doberschütz & Carola Hornig & Birte Siech & Sylvia Rose